# Moritz af Sachsen (1696-1750)
 Der er flere personer med dette navn, se Moritz af Sachsen.
Moritz af Sachsen (tysk: Hermann Moritz Graf von Sachsen: født 28. oktober 1696 i Goslar, død 30. november 1750 på slottet Chambord i Loir-et-Cher) var polsk-saksisk greve, fransk general kendt som marskal af Sachsen (Maréchal de Saxe). Han var søn af
Aurora Königsmarck og kong August den stærke af Polen, oldesøn af kong Frederik III af Danmark.

## Militær karriere
Allerede som 12-årig tilsluttede Moritz sig den østrigske hær under Prins Eugen af Savoyen. Derefter deltog han i Peter den Stores krig mod svenskerne. I 1711-1715 var han i faderens tjeneste og deltog i den saksisk-dansk-russisk-preussiske belejring af Stralsund.
Som voksen deltog han i den Polske Arvefølgekrig og i Den østrigske arvefølgekrig.

## Titler
- 1696-1710: Graf von der Raute
- 1711-1750: Titulær greve af Sachsen
- 1713: Oberst (i saksisk-polsk tjeneste)
- 1720: Brigadegeneral (maréchal de camp)
- 1726-1729: Hertug af Kurland
- 1734: Generalløjtnant (lieutenant général)
- 1743: Marskal af Frankrig
- 1745-1750: ’’Amtmand’’ (gouverneur à vie) på slottet Chambord i Loir-et-Cher
- 1747: Generalmarskal (Maréchal général des camps et armées du roi)

Grev Moritz var ridder af den polske Hvide Ørns Orden.

## Sidste år
Grev Moritz tilbragte sine sidste år på slottet Chambord. Efter Moritz’ død blev hans arkiver overtaget af nevøen François-Xavier de Saxe (Franz Xaver von Sachsen und Polen und Lausitz), mens en anden nevø (en titulær greve af Friesland) overtog slottet.
Moritz blev han bisat ved en højtidelighed i Paris. Som protestant blev han begravet i den lutherske Sankt Thomas Kirke i Strasbourg. Hans mausoleum i senbarok-stil blev færdigt i 1777.
1. ↑  Navnet er anført på engelsk og stammer fra Wikidata hvor navnet endnu ikke findes på dansk.